# Циттер

Главное здание мызы Циттер

Ци́ттер (нем. Zitter), также мы́за Тси́тре (эст. Tsitre mõis) — летняя мыза (дача) владельцев мызы Кольк (Колга) — семьи Стенбок, построенная во второй половине XIX века по распоряжению графа Карла Магнуса Стенбока (1804—1885) на севере Эстляндской губернии.
Эту мызу, возведённую на берегу Финского залива, называли одной из самых красивых в Эстонии. В главном здании мызы (господском особняке) и в окружавших его виллах жили летом также родственники Стенбоков и их друзья. На мызе можно было купаться в море, заниматься верховой ездой, парусным спортом и теннисом.
На военно-топографических картах Российской империи (1846–1863 годы), в состав которой входила Эстляндская губерния, обозначены две мызы: мз. Бол. Циттеръ и мз. Мал. Циттеръ.
Здания мызы были разрушены в советское время, сохранились только дома капитана и начальника порта, а также поставленный в 1892 году мемориальный камень основателю мызы Карлу Магнусу Стенбоку.

## Галерея

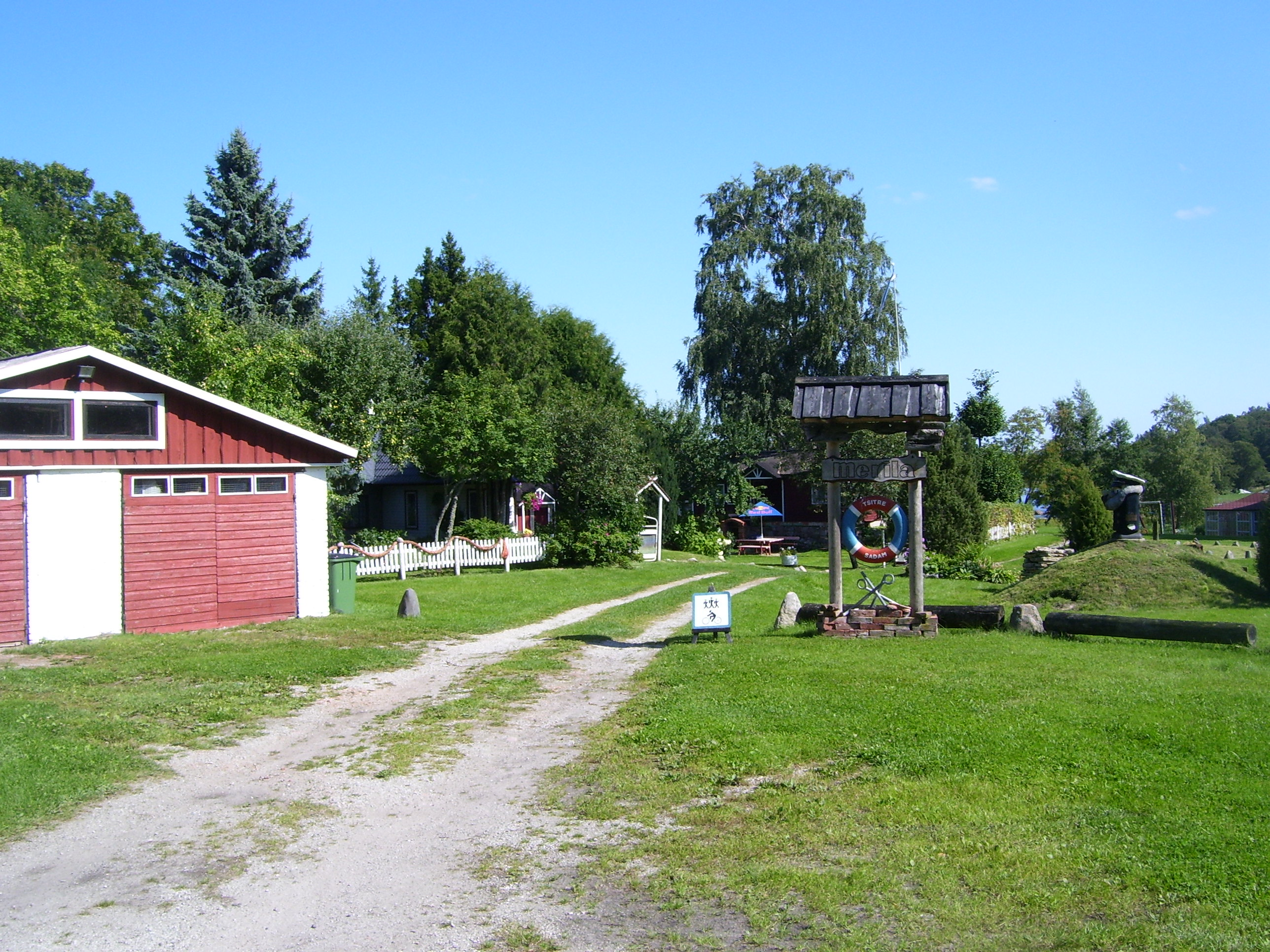
Хутор Мерила
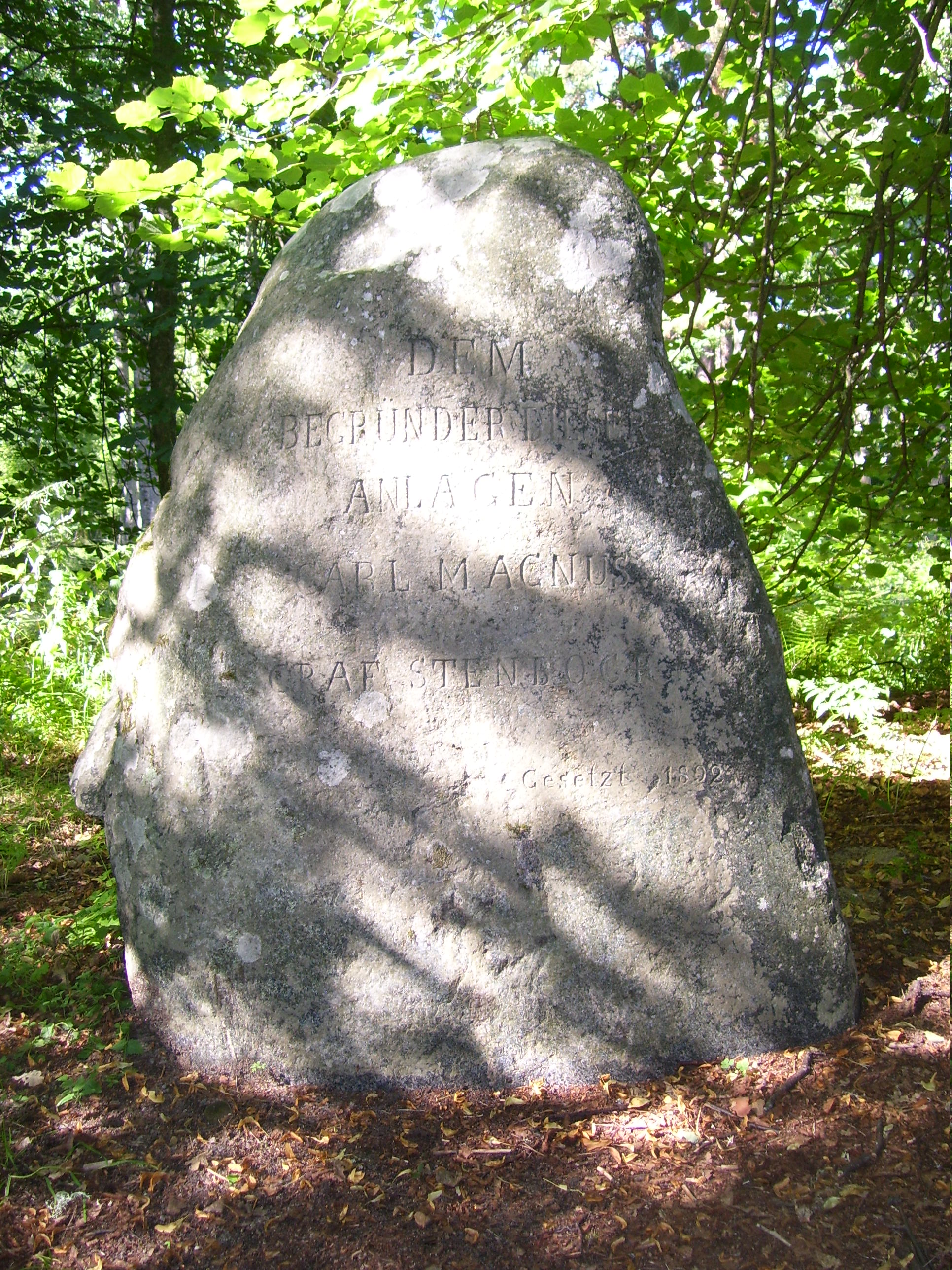
Мемориальный камень графу Стенбоку
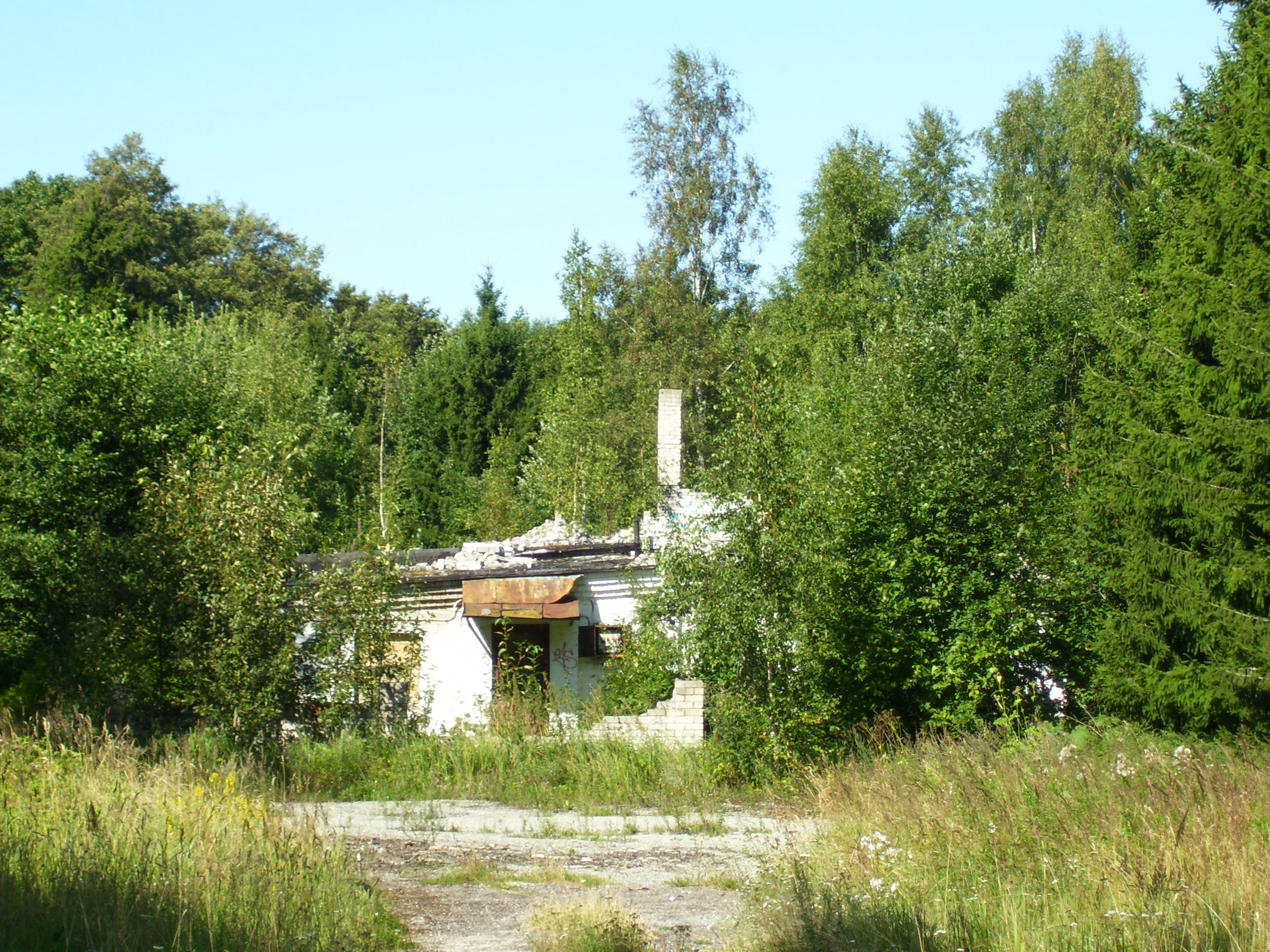
Развалины советского военного объекта на месте бывшей мызы
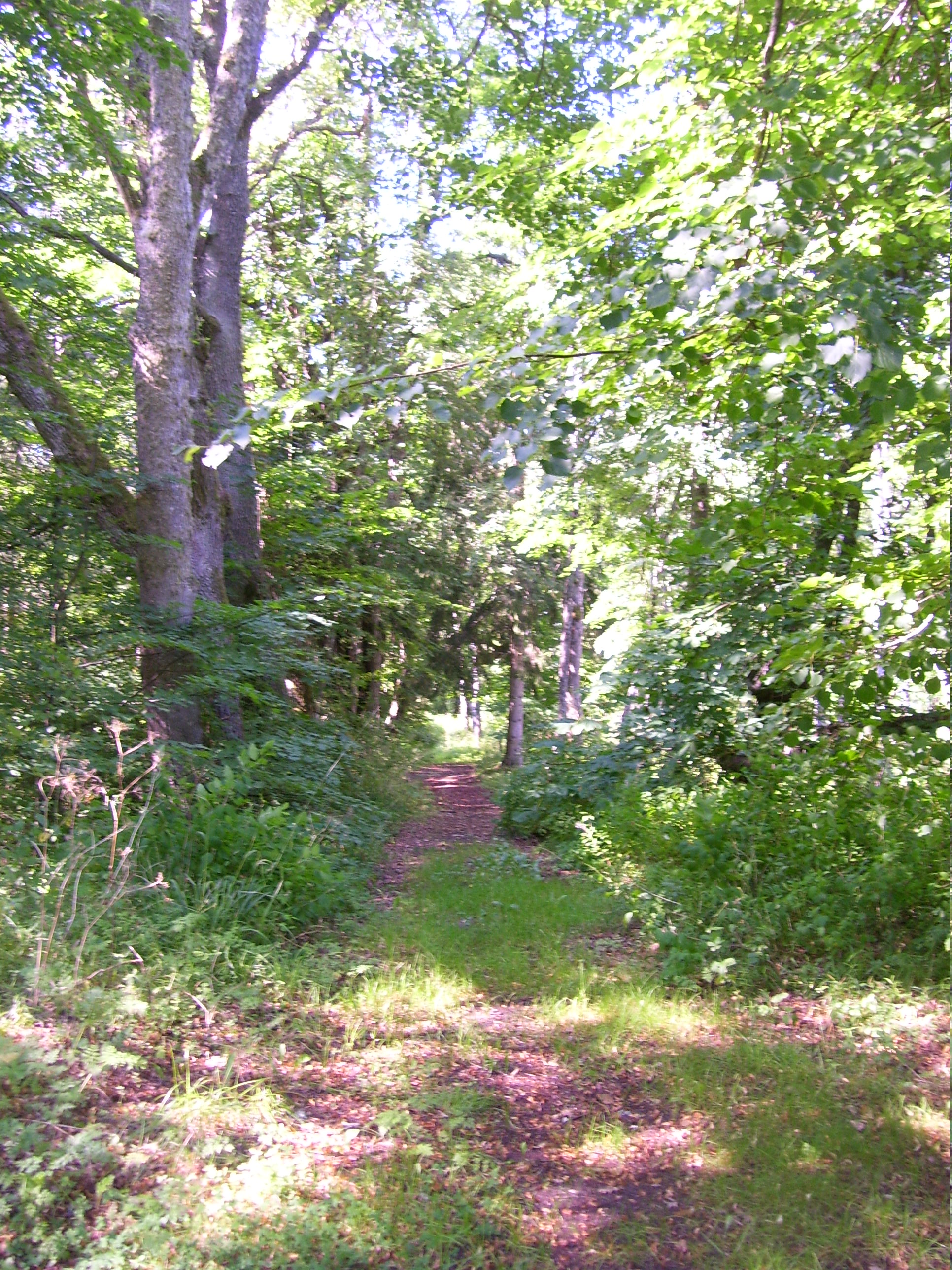
Аллея бывшей мызы